# Blå linjen
Blå linjen lub Tunnelbana 3 – wspólna nazwa dwóch linii sztokholmskiego metra. Na niebieską linię składają się linie T10 i T11, nazwy te choć formalnie zatwierdzone nie są powszechnie używane.
T10 zaczyna się w północno-zachodniej dzielnicy Hjulsta a T11 w Akalla (na północy), linie łączą się na stacji Västra skogen i razem biegną do końca na stacji Kungsträdgården położonej w centrum. Początek i koniec linii znajduje się w Sztokholmie jednak, niektóre stacje zlokalizowano w gminie Sundbyberg i Solna.
Niebieska linia liczy sobie 20 stacji, 19 z nich to stacje skalne znajdujące się na głębokości 20–30 m. Wyjątkiem jest powierzchniowa stacja Kista. We wszystkich stacjach znajdują się różnego typu dzieła sztuki m.in. rzeźby, malowidła czy wystawy. Właśnie głównie dzięki tej linii Tunnelbana nazywana jest najdłuższą galerią na świecie.
Linia ma długość 25,51 km, na T10 nie ma żadnej stacji powierzchniowej i tym samym z długością 14,3 km jest to najdłuższy tunel w Szwecji. Niebieską linią przemieszcza się dziennie około 151 tysięcy osób (2005), daje to rocznie około 55 milionów osób.
Pociągi na przebycie trasy T10 i T11 potrzebują około 22 minut.

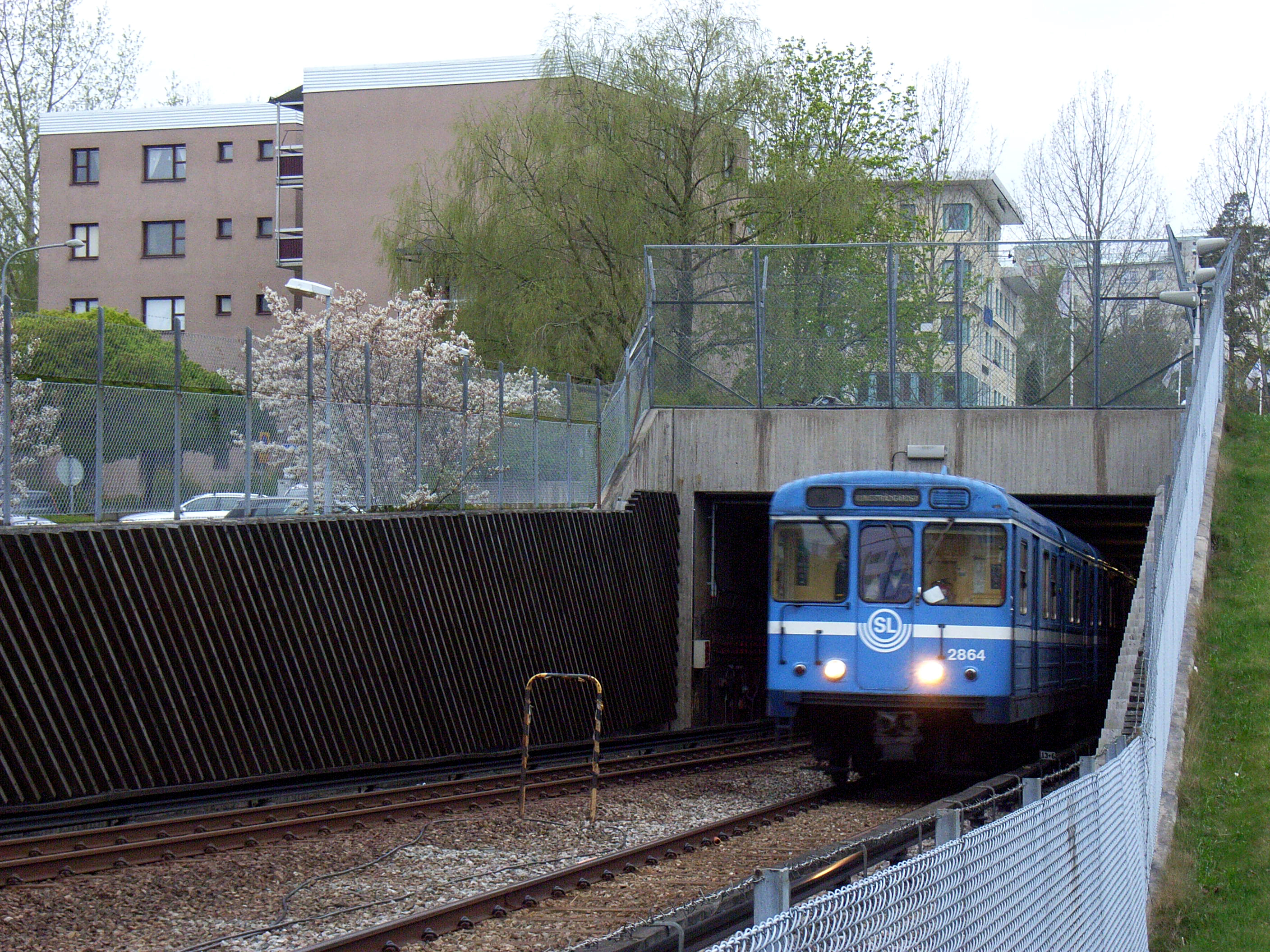
Pociąg typu C3 wyjeżdżający z tunelu przed stacją Kista

## Historia
Pierwszy odcinek linii metra został otworzony 31 sierpnia 1975 (między stacjami Hjulsta a T-Centralen), przy czym pociągi jeździły przez Hallonbergen. Następny odcinek z Hallonbergen do Akalla otworzono 5 czerwca 1977, 30 października tego samego roku linię przedłużono do obecnej stacji końcowej Kungsträdgården. Stacje na odcinku Västra skogen – Rissne otworzono 19 sierpnia 1985.
Między 14 czerwca a 11 października 2009 zamknięto odcinek Rådhuset-Kungsträdgården, spowodowane było to budową tunelu Citybanan. Pociągi kończyły bieg na stacji Rådhuset.